# Bodo Illgner
Bodo Illgner, född 7 april 1967 i Koblenz, är en tysk fotbollsspelare (målvakt).
Illgner slog igenom tidigt med 1. FC Köln och vann redan vid 23 års ålder VM med Västtyskland. Illgner gjorde bland annat en avgörande insats i straffläggningen mot England i semifinalen. År 1994 hade han en känd tävlan om förstaplatsen i det tyska VM-laget tillsammans med Andreas Köpke.

## Meriter
Real Madrid
- La Liga: 1997, 2001
- Uefa Champions League: 1998, 2000
- Supercopa de España: 1997
- Interkontinentala cupen: 1998

Tyskland
- VM i fotboll: 1990, 1994
  - VM-guld 1990
- EM i fotboll: 1992
  - EM-silver 1992